# 岐阜工業専門学校 (旧制)
| 岐阜工業専門学校 （岐阜工専） | 岐阜工業専門学校 （岐阜工専）   |
| ----------------------------- | ------------------------------- |
| 創立                          | 1942年                          |
| 所在地                        | 岐阜県笠松町                    |
| 初代校長                      | 高田覚                          |
| 廃止                          | 1951年                          |
| 後身校                        | 岐阜医工科大学 （現・岐阜大学） |
| 同窓会                        | 岐阜大学工業倶楽部              |

岐阜工業専門学校 （ぎふこうぎょうせんもんがっこう） は、1942年 （昭和17年） に岐阜県によって設立された公立の旧制専門学校。創立時の名称は 「岐阜県立高等工業学校」。

## 概要
- 第二次世界大戦下における工業技術者確保のために国策に合わせて増設された高等工業学校 （高工） の一つ。
- 創立時は本科 （修業年限3年） に機械工学科・応用化学科の 2科を設置した （のちに紡織科・土木科を増設）。
- 第二次世界大戦中に岐阜県立工業専門学校に、1947年に岐阜工業専門学校に改称された。
- 学制改革で新制岐阜医工科大学工学部 （1950年 岐阜県立大学工学部 → 1952年 岐阜大学工学部） の母体となった。
- 同窓会は 「岐阜大学工業倶楽部」 と称し、旧制・新制合同の会である。

## 沿革

### 前史
日中戦争下の時代、文部省によって1939年に官立高等工業学校が増設されることが伝わると、岐阜県でも誘致運動が起こった。1938年12月、岐阜県会は県下への高等工業学校設置を要望する意見書を可決している。しかし、1939年3月に文部省が発表した新設高等工業学校 7校はいずれも県外ばかりで、岐阜県は誘致に失敗した。やがて県立の高等工業学校を設立する機運が高まり、岐阜県は1942年8月、県立高等工業学校設立認可を申請。1942年11月には、県議会で高等工業学校設置予算が可決された。

### 岐阜県立高等工業学校時代
- 1942年12月8日： 専門学校令により岐阜県立高等工業学校設立認可 （12月19日付 文部省告示第645号）。
- 1943年1月12日： 岐阜県立高等工業学校学則制定 （岐阜県令第2号）。
  - 本科 （修業年限3年） に機械工学科・応用化学科を設置。
  - 既存の工業学校 （岐阜県立第一工業学校、現・岐阜県立岐阜工業高等学校） に併設された。
- 1943年4月： 開校。12日、第1回入学式・授業開始。22日、開校式を挙行。

### 岐阜県立工業専門学校時代
- 1945年2月20日： 岐阜県立工業専門学校への改称認可。
- 1945年3月8日： 岐阜県立工業専門学校学則制定 （岐阜県令第6号）。
  - 本科学科を改称： 機械工学科 → 機械科、応用化学科 → 化学工業科。
- 1945年9月： 第1回卒業 （1943年入学者）。
- 1946年2月： 専修科設置 （化学工業科・紡織科、1946年12月廃止）。
- 1946年5月： 本科に紡織科を増設。

### 岐阜工業専門学校時代
- 1947年2月7日： 岐阜工業専門学校への改称認可 （文部省告示第17号）。
- 1947年5月： 本科に土木科を増設。
- 1948年7月： 岐阜県知事、新制 「岐阜医工科大学」 設置認可を文部大臣に申請。
  - 当初は 「県立岐阜大学」 との名称だったが変更された。
- 1949年2月21日： 新制岐阜医工科大学設置認可 （文部省告示第42号）。
  - 医学部 （実際の開設は1952年4月） と工学部を設置。
  - 旧制岐阜工専は、工学部 （土木工学科・機械工学科・繊維工学科・工業化学科） の母体として包括された。
- 1949年5月10日： 新制工学部第1回入学式。
- 1950年4月1日： 岐阜県立大学と改称認可 （5月6日県告示で、3月31日以降改称とされる）。
- 1951年3月31日： 岐阜県立大学岐阜工業専門学校、廃止。

## 歴代校長
- 校長事務取扱： 高田覚 （1943年1月12日 - 1943年1月31日）
  - 岐阜県立第一工業学校校長と兼任。
- 初代： 高田覚 （1943年1月 - 1945年12月21日死去）
- 校長事務取扱： 若杉専太 （1946年1月 - 1946年10月）
- 第2代： 大森貫一 （1946年10月 - 1948年6月）
  - 元・京城鉱業専門学校校長。兵庫県立工専校長に転じた。
- 校長事務取扱： 服部武夫 （1948年6月 - 1949年2月）
- 第3代： 北澤忠男 （1949年2月 - 1949年11月27日死去）
  - 元・明治工業専門学校校長。
- 校長事務心得： 服部武夫 （1949年11月 - 1950年2月）
- 第4代： 高橋逸夫 （1950年3月 - 1951年3月）

## 校地の変遷と継承
岐阜県羽島郡笠松町常盤町1700番地の岐阜県立第一工業学校 （現・岐阜県立岐阜工業高等学校） に併設され、廃止まで同校地を使用した。笠松校地は後身の新制岐阜医工科大学工学部・岐阜県立大学工学部に引き継がれた （当時 笠松校地に同居していた岐阜県工業試験場の一部研究室も、大学附属研究室とされた）。1952年4月に国立移管により発足した岐阜大学工学部は、当初は笠松校地を使用したが、1954年9月に稲葉郡那加町 （現・各務原市那加門前町） の農学部キャンパス （元・旧制岐阜高等農林学校校地） に移転。さらに、1981年10月に、現在の岐阜市柳戸地区に統合移転した。

## 関連書籍
- 作道好男・作道克彦（編）　『岐阜大学工学部史』　教育文化出版教育科学研究所、1984年10月。